# Antonín Liška
Antonín Liška (17. září 1924 Bohumilice – 15. října 2003 České Budějovice) byl v pořadí jedenáctý biskup českobudějovický (1991–2002), biblista a řeholník, člen řádu redemptoristů.

## Život

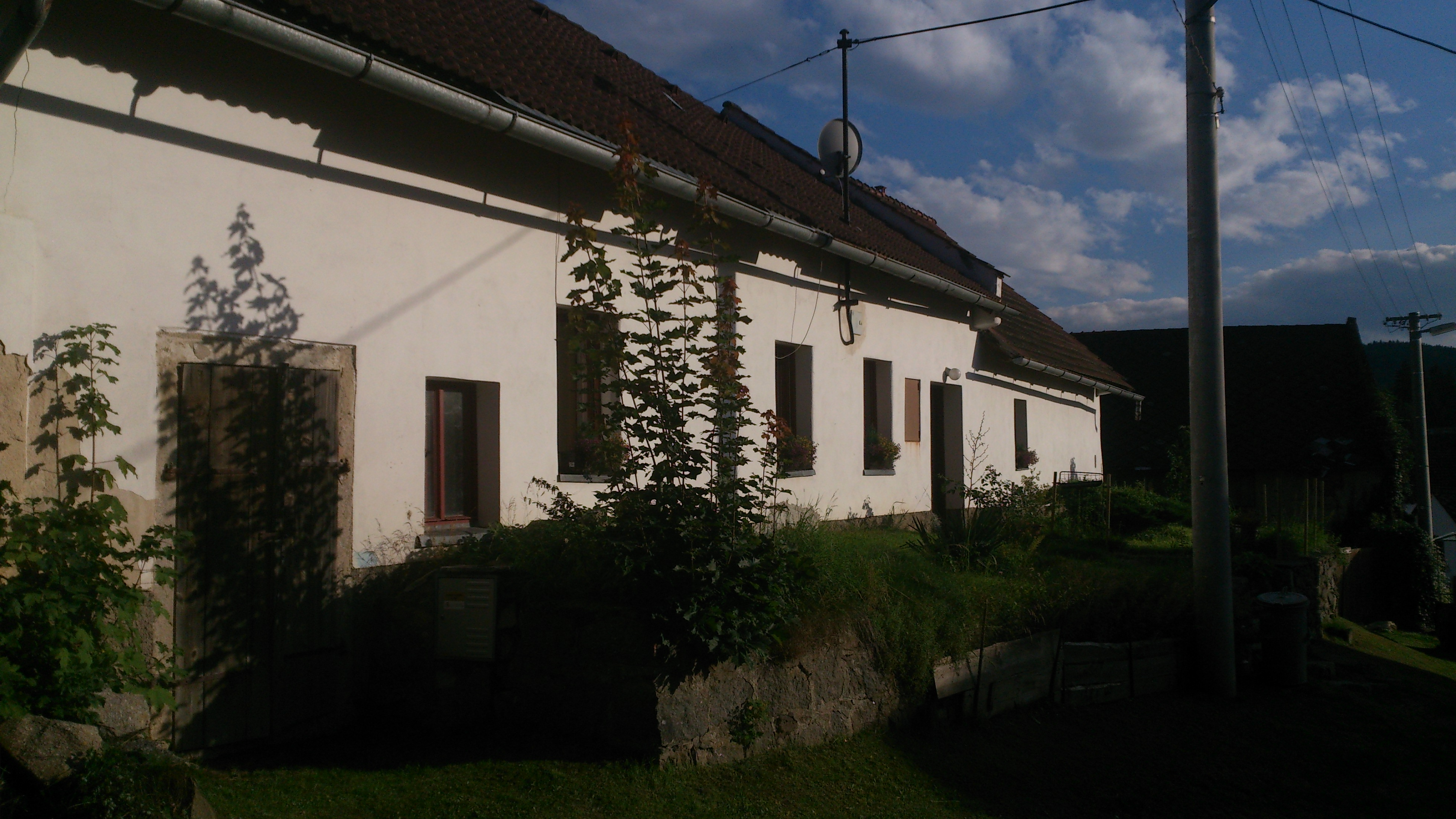
Rodný dům v Bohumilicích

Antonín Liška vystudoval redemptoristické gymnázium a posléze do řádu redemptoristů vstoupil (řeholní sliby složil v roce 1944). V roce 1950 byl jako mnoho ostatních řeholníků protiprávně internován v Králíkách. Na podzim téhož roku byl nasazen do PTP. Během tohoto nasazení byl v roce 22. září 1951 biskupem Kajetánem Matouškem tajně vysvěcen na kněze. Po návratu od PTP pracoval v různých civilních povoláních a tajně působil jako kněz.
Veřejnou pastorační činnost zahájil až v květnu 1971 jako administrátor v Poříčí nad Sázavou. Získal doktorát teologie na bohoslovecké fakultě v Litoměřících. Podílel se na ekumenickém překladu Bible a byl oficiálem interdiecézního církevního soudu.
Dne 19. května 1988 jej papež Jan Pavel II. jmenoval světícím biskupem pražské arcidiecéze, vysvěcen byl 11. června 1988. V roce 1991 byl nejdříve generálním vikářem a posléze administrátorem této arcidiecéze.
Dne 28. srpna 1991 jej Jan Pavel II. jmenoval biskupem českobudějovickým. V roce 1999 v souladu s kanonickým právem nabídl při dovršení 75 let rezignaci na svůj úřad. Papež ji nepřijal a jmenoval mu biskupa-koadjutora Jiřího Paďoura, který jej na budějovickém biskupském stolci posléze vystřídal (25. září 2002).

## Biskupská genealogie

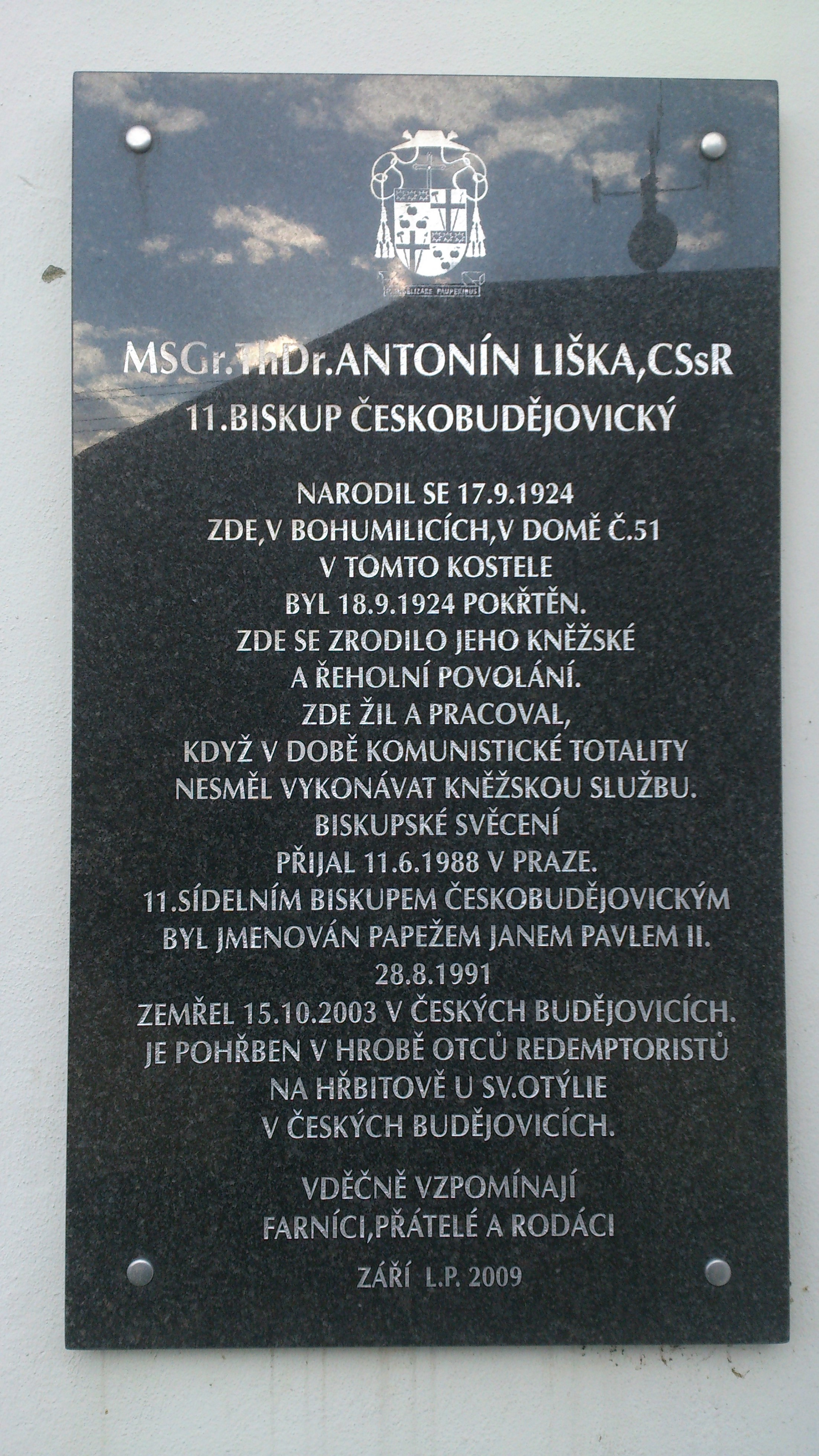
Pamětní deska v Bohumilicích na vchodu do kostela

Následující tabulka obsahuje genealogický strom, který ukazuje vztah mezi svěcencem a světitelem – pro každého biskupa na seznamu je předchůdcem jeho světitel, zatímco následovníkem je biskup, kterého vysvětil. Rekonstrukcím a vyhledáním původu v rodové linii ze zabývá historiografická disciplína biskupská genealogie.
1. kardinál Scipione Rebiba
2. kardinál Giulio Antonio Santorio
3. kardinál Girolamo Bernerio, OP
4. arcibiskup Galeazzo Sanvitale
5. kardinál Ludovico Ludovisi
6. kardinál Luigi Caetani
7. kardinál Ulderico Carpegna
8. kardinál Paluzzo Paluzzi Altieri Degli Albertoni
9. papež Benedikt XIII.
10. papež Benedikt XIV.
11. papež Klement XIII.
12. kardinál Marcantonio Colonna
13. kardinál Giacinto Sigismondo Gerdil, B
14. kardinál Giulio Maria della Somaglia
15. kardinál Carlo Odescalchi, SJ
16. kardinál Costantino Patrizi Naro
17. kardinál Lucido Maria Parocchi
18. papež Pius X.
19. papež Benedikt XV.
20. papež Pius XII.
21. arcibiskup Saverio Ritter
22. arcibiskup Josef Beran
23. arcibiskup Josef Karel Matocha
24. kardinál František Tomášek
25. biskup Antonín Liška